# Manne van staal
Manne van staal is een album van Rowwen Hèze. Het werd in 2011 uitgebracht door Hans Kusters Music N.V.
De dubbel-cd bevat 23 nummers die bestaan uit bijzondere opnamen, samenwerkingen en live-uitvoeringen met andere artiesten. Op het album staan twee nieuwe studio-opnamen: de titeltrack 'Manne van Staal' en het nummer 'Noar boave'. Beide verwijzen naar wielrennen en de Tour de France.

## Nummers
| Nr. | Titel | Schrijver(s)              | Duur |
| --- | --- | ------------------------- | ---- |
| 1.  | Manne van staal (Speciaal voor dit album geschreven) | Jack Poels                | 2:52 |
| 2.  | Nar boave (Geschreven voor de Tour de France) | Jack Poels                | 3:20 |
| 3.  | Tomatenlied ((Met Nick Schilder) Ontstaan tijdens het TROS-tv-programma ‘Jan Smit, De zomer voorbij’)                                                          | Nick Schilder, Jack Poels | 3:53 |
| 4.  | Pudding met vel (Gespeeld voor de 25-ste verjaardag van Sesamstraat: ‘Sesamstraat in Paradiso’)                                                                |                           | 1:58 |
| 5.  | De neus omhoog ((Met The Opposites) Ontstaan tijdens het TROS-tv-programma ‘Jan Smit, De zomer voorbij’)                                                       | Jack Poels                | 3:14 |
| 6.  | Verrukkelijke leven ((Met Jurk!) Naar aanleiding van een gastoptreden van Jack en Tren bij Jurk!)                                                              |                           | 4:16 |
| 7.  | Stuck (Cover van Caro Emerald Live bij Giel op 3FM) |                           | 3:39 |
| 8.  | Bloed, Zweet en Tranen ((Met Frank Lammers) Gespeeld bij de Vrienden van Amstel Live)                                                                          | André Hazes               | 4:08 |
| 9.  | De Peel in brand ((Uitgevoerd door de Heideroosjes) Gespeeld tijdens het verrassingsconcert Rowwen Hèze)                                                       | Jack Poels                | 3:12 |
| 10. | Green green grass of home ((Met Karin Bloemen) Naar aanleiding van het eerste gezamenlijke optreden van Karin bloemen en Rowwen Hèze op de Uitmarkt Amsterdam) | Curly Putman              | 4:11 |
| 11. | Time Is Ticking Away (Afkomstig van het album: ’20 yaers: Ode & tribute’ van de Heideroosjes)                                                                  | Jack Poels                | 3:46 |
| 12. | Näher bei Dir (Duitstalige versie van ‘Dichter bij ow’) | Jack Poels                | 3:04 |

| Nr. | Titel | Schrijver(s)               | Duur |
| --- | --- | -------------------------- | ---- |
| 1.  | 1 nacht alleen (Afkomstig van de tribute-cd: Doe maar ‘Trillend op mijn benen’)                                          | Henny Vrienten, Jack Poels | 4:18 |
| 2.  | Gespeegeld in de Raam (Opgenomen tijdens de Theatervoorstelling 'Andere Wind')                                           | Jack Poels                 | 2:51 |
| 3.  | Liefde ((Uitgevoerd door Chantal Janzen en het Metropole Orkest) Uit het AVRO-tv-programma 'Een Nieuwe Jas Live')        | Jack Poels                 | 3:45 |
| 4.  | Shannon Song (Live Tijdens het Stadionconcert 'Groots met een Zachte G')                                                 | Jack Poels                 | 2:27 |
| 5.  | Speel, muzikanten speel ((Uitgevoerd door het Metropole Orkest) Live Tijdens het AVRO Muziekgala 'Tribute Toon Hermans') | Toon Hermans               | 4:10 |
| 6.  | De neus umhoeg ((Uitgevoerd door Racoon) Live Tijdens het Verrassingsconcert voor Rowwen Hèze)                           | Jack Poels                 | 3:39 |
| 7.  | De moan ((Uitgevoerd door 3JS) Live Tijdens het Verrassingsconcert voor Rowwen Hèze)                                     | Jack Poels                 | 2:36 |
| 8.  | IJzeren Thijs ((Uitgevoerd door BZB) Live Tijdens het Verrassingsconcert voor Rowwen Hèze)                               | Jack Poels                 | 4:23 |
| 9.  | November ((Uitgevoerd door Guus Meeuwis) Live Tijdens het Verrassingsconcert voor Rowwen Hèze)                           | Jack Poels                 | 4:59 |
| 10. | Bestel mar ((Met Los Lobos) Live voor het tv-programma Paradisolife!)                                                    | Jack Poels                 | 3:37 |
| 11. | Kroenenberg ((Met Los Lobos) Live voor het tv-programma Paradisolife!)                                                   | Jack Poels                 | 2:58 |